# Arotes odontus
Arotes odontus är en stekelart som beskrevs av Tohru Uchida 1934. Arotes odontus ingår i släktet Arotes och familjen brokparasitsteklar. Inga underarter finns listade.